# Persone di nome Russell
| Questa pagina contiene informazioni ricavate automaticamente dalle voci biografiche con l'ausilio del template Bio e di un bot. L'aggiornamento è periodico e automatico e ricostruisce completamente la pagina. Se manca una persona in questa lista, sei pregato di non aggiungerla, ma accertati piuttosto che la sua voce biografica contenga il template Bio e che i dati anagrafici siano correttamente compilati. Se il template Bio manca, inseriscilo tu stesso o, in alternativa, metti l'avviso {{tmp\|Bio}} che ne segnala la mancanza. Se i dati riportati sono sbagliati, correggi direttamente la voce biografica; le modifiche saranno visibili in questa lista entro pochi giorni. Per chiarimenti vedi il progetto antroponimi. La lista contiene solo le 122 persone che sono citate nell'enciclopedia e per le quali è stato implementato correttamente il template Bio. Pagina aggiornata al 16 ott 2024. |

Questa è una lista di persone presenti nell'enciclopedia che hanno il prenome Russell, suddivise per attività principale.

## Allenatori di calcio(3)
- Russell Latapy, allenatore di calcio e ex calciatore trinidadiano (Laventille, n. 1968)
- Russell Martin, allenatore di calcio e ex calciatore scozzese (Brighton, n. 1986)
- Russell Slade, allenatore di calcio inglese (Wokingham, n. 1960)

## Antropologi(1)
- Russell Mittermeier, antropologo e zoologo statunitense (New York, n. 1949)

## Architetti del paesaggio(1)
- Russell Page, architetto del paesaggio britannico (Tattershall, n. 1906 - Londra, † 1985)

## Astronauti(1)
- Russell Schweickart, ex astronauta statunitense (Neptune, n. 1935)

## Atleti paralimpici(1)
- Russell Short, atleta paralimpico australiano (Poowong, n. 1969)

## Attivisti(1)
- Russell Means, attivista e attore statunitense (Pine Ridge, n. 1939 - Porcupine, † 2012)

## Attori(15)
- Russell Bassett, attore statunitense (Milwaukee, n. 1845 - New York, † 1918)
- Russell Collins, attore statunitense (Indianapolis, n. 1897 - West Hollywood, † 1965)
- Russ Conway, attore canadese (Brandon, n. 1913 - Laguna Hills, † 2009)
- Russell Crowe, attore neozelandese (Wellington, n. 1964)
- Russell Harvard, attore statunitense (Pasadena, n. 1981)
- Russell Hayden, attore statunitense (Chico, n. 1912 - Palm Springs, † 1981)
- Russell Hicks, attore statunitense (Baltimora, n. 1895 - Los Angeles, † 1957)
- Russell Hornsby, attore statunitense (Oakland, n. 1974)
- Russell Johnson, attore statunitense (Ashley, n. 1924 - Bainbridge Island, † 2014)
- Russell Nype, attore statunitense (Zion, n. 1920 - West Palm Beach, † 2018)
- Russell Simpson, attore statunitense (Danville, n. 1877 - Los Angeles, † 1959)
- Russ Tamblyn, attore e ballerino statunitense (Los Angeles, n. 1934)
- Russell Thorson, attore statunitense (Eau Claire, n. 1906 - Van Nuys, † 1982)
- Russell Tovey, attore britannico (Billericay, n. 1981)
- Russell Wong, attore e ballerino statunitense (Troy, n. 1963)

## Avvocati(1)
- Russell A. Rourke, avvocato e politico statunitense (New York, n. 1931 - Annapolis, † 2003)

## Bassisti(1)
- Russell Pritchard, bassista inglese (Liverpool, n. 1979)

## Batteristi(1)
- Russell Gilbrook, batterista britannico (Londra, n. 1964)

## Calciatori(5)
- Russell Anderson, ex calciatore scozzese (Aberdeen, n. 1978)
- Russell Beardsmore, ex calciatore inglese (Wigan, n. 1968)
- Russell Canouse, calciatore statunitense (Lancaster, n. 1995)
- Russell Osman, ex calciatore e allenatore di calcio inglese (Repton, n. 1959)
- Russell Teibert, ex calciatore canadese (Niagara Falls, n. 1992)

## Cantanti(3)
- Russell Allen, cantante statunitense (Long Beach, n. 1971)
- Russ Ballard, cantante e chitarrista britannico (Waltham Cross, n. 1945)
- Russell Dickerson, cantante statunitense (Union City, n. 1987)

## Cestisti(13)
- Russell Carter, ex cestista statunitense (Francoforte sul Meno, n. 1985)
- Russ Critchfield, ex cestista e allenatore di pallacanestro statunitense (Salinas, n. 1946)
- Russell Cross, ex cestista statunitense (Chicago, n. 1961)
- Russell Hinder, ex cestista australiano (Sydney, n. 1979)
- Russ Lee, ex cestista statunitense (Boston, n. 1950)
- Russ Millard, ex cestista statunitense (Cedar Rapids, n. 1973)
- Russ Ochsenhirt, cestista statunitense (Sharpsburg, n. 1912 - Akron, † 2002)
- Russell Riches, cestista australiano (n. 1946 - Geelong, † 2016)
- Russell Robinson, ex cestista statunitense (New York, n. 1986)
- Rusty Saunders, cestista e giocatore di baseball statunitense (Trenton, n. 1906 - Trenton, † 1967)
- Russ Schoene, ex cestista e allenatore di pallacanestro statunitense (Trenton, n. 1960)
- Russell Simon, ex cestista australiano (Carlton, n. 1949)
- Russell Westbrook, cestista statunitense (Long Beach, n. 1988)

## Chitarristi(2)
- Russell Lissack, chitarrista britannico (Chingford, n. 1981)
- Russell Malone, chitarrista statunitense (Albany, n. 1963 - Tokyo, † 2024)

## Ciclisti su strada(2)
- Russell Downing, ex ciclista su strada e pistard britannico (Rotherham, n. 1978)
- Russell Van Hout, ex ciclista su strada australiano (Adelaide, n. 1976)

## Comici(2)
- Russell Brand, comico, conduttore televisivo e conduttore radiofonico britannico (Grays, n. 1975)
- Russell Peters, comico e attore canadese (Toronto, n. 1970)

## Danzatori(2)
- Russell Maliphant, ballerino e coreografo britannico (Ottawa, n. 1961)
- Russell Russell, ballerino, cantante e coreografo statunitense (New York, n. 1960)

## Direttori della fotografia(4)
- Russell Boyd, direttore della fotografia australiano (Victoria, n. 1944)
- Russell Carpenter, direttore della fotografia statunitense (Los Angeles, n. 1950)
- Russell Harlan, direttore della fotografia statunitense (Los Angeles, n. 1903 - Newport Beach, † 1974)
- Russell Metty, direttore della fotografia statunitense (Los Angeles, n. 1906 - † 1978)

## Dirigenti sportivi(2)
- Russ Granik, dirigente sportivo e avvocato statunitense (Spring Valley, n. 1948)
- Russell Holmes, dirigente sportivo, pallavolista e allenatore di pallavolo statunitense (Anaheim, n. 1982)

## Discoboli(1)
- Russell Tucker, discobolo sudafricano (Barberton, n. 1990)

## Doppiatrici(1)
- Russi Taylor, doppiatrice statunitense (Cambridge, n. 1944 - Los Angeles, † 2019)

## Fisici(1)
- Russell Alan Hulse, fisico statunitense (New York, n. 1950)

## Fondisti(1)
- Russell Kennedy, fondista statunitense (Truckee, n. 1991)

## Fotografi(1)
- Russel Lee, fotografo statunitense (Ottawa, n. 1903 - Austin, † 1986)

## Giocatori di baseball(1)
- Russell Martin, giocatore di baseball canadese (Toronto, n. 1983)

## Giocatori di curling(2)
- Russell Hall, giocatore di curling canadese (Plattsville, n. 1890 - † 1956)
- Russ Howard, giocatore di curling canadese (Midland, n. 1956)

## Giocatori di football americano(8)
- Russell Bodine, giocatore di football americano statunitense (Scottsville, n. 1992)
- Russell Carter, ex giocatore di football americano statunitense (Ardmore, n. 1962)
- Russell Erxleben, ex giocatore di football americano statunitense (Seguin, n. 1957)
- Russ Grimm, ex giocatore di football americano e allenatore di football americano statunitense (Scottdale, n. 1959)
- Rusty Lisch, ex giocatore di football americano statunitense (Belleville, n. 1956)
- Russell Maryland, ex giocatore di football americano statunitense (Chicago, n. 1969)
- Russell Okung, giocatore di football americano statunitense (Houston, n. 1987)
- Russell Wilson, giocatore di football americano statunitense (Cincinnati, n. 1988)

## Hockeisti su prato(1)
- Russell Ford, hockeista su prato australiano (n. 1983)

## Ingegneri(1)
- Fratelli Varian, ingegnere, inventore e aviatore statunitense (Syracuse, n. 1898 - Alaska, † 1959)

## Inventori(1)
- Russell Ohl, inventore e fisico statunitense (Allentown, n. 1898 - Vista, † 1987)

## Investigatori(1)
- Russell Poole, investigatore statunitense (La Mirada, n. 1956 - Los Angeles, † 2015)

## Lottatori(1)
- Russell Vis, lottatore statunitense (Grand Rapids, n. 1900 - San Diego, † 1990)

## Mafiosi(2)
- Russell Bufalino, mafioso italiano (Montedoro, n. 1903 - Kingston, † 1994)
- Russell Nicholson, mafioso statunitense († 1964)

## Medici(1)
- Russell Thacher Trall, medico statunitense (Vernon, n. 1812 - Florence, † 1877)

## Musicisti(2)
- Russell Hitchcock, musicista e cantante australiano (Melbourne, n. 1949)
- Rustie, musicista scozzese (Glasgow, n. 1983)

## Pallanuotisti(1)
- Russ Webb, ex pallanuotista e nuotatore statunitense (Los Angeles, n. 1945)

## Piloti automobilistici(2)
- Scott Riggs, pilota automobilistico statunitense (Bahama, n. 1971)
- Rusty Wallace, pilota automobilistico statunitense (Fenton, n. 1956)

## Piloti di rally(1)
- Russell Brookes, pilota di rally britannico (Redditch, n. 1945 - † 2019)

## Piloti motociclistici(1)
- Russell Gómez, pilota motociclistico spagnolo (Sant Vicenç de Montalt, n. 1987)

## Pistard(1)
- Russell Mockridge, pistard e ciclista su strada australiano (Melbourne, n. 1928 - Melbourne, † 1958)

## Politici(4)
- Russell Alexander Alger, politico statunitense (Lafayette Township, n. 1836 - Washington, † 1907)
- Russell Dlamini, politico swati (n. 1973)
- Russ Feingold, politico statunitense (Janesville, n. 1953)
- Russell Fry, politico statunitense (Surfside Beach, n. 1985)

## Politologi(1)
- Russell Kirk, politologo, filosofo e critico letterario statunitense (Plymouth, n. 1918 - Mecosta, † 1994)

## Produttori cinematografici(1)
- Russell Streiner, produttore cinematografico e attore statunitense (Pittsburgh, n. 1940)

## Produttori discografici(1)
- Russell Simmons, produttore discografico e imprenditore statunitense (New York, n. 1957)

## Psicologi(1)
- Russell Barkley, psicologo statunitense (n. 1949)

## Rapper(2)
- Ol' Dirty Bastard, rapper statunitense (New York, n. 1968 - New York, † 2004)
- Russ, rapper, cantante e produttore discografico statunitense (Secaucus, n. 1992)

## Registi(3)
- Russell Mack, regista statunitense (Oneonta, n. 1892 - New York, † 1972)
- Russ Meyer, regista, sceneggiatore e montatore statunitense (San Leandro, n. 1922 - Los Angeles, † 2004)
- Russell Mulcahy, regista australiano (Melbourne, n. 1953)

## Scacchisti(1)
- Russell Dive, scacchista neozelandese (Wellington, n. 1966)

## Sceneggiatori(1)
- Russell Rouse, sceneggiatore, regista e produttore cinematografico statunitense (New York, n. 1913 - Los Angeles, † 1987)

## Scenografi(1)
- Russell A. Gausman, scenografo statunitense (St. Louis, n. 1892 - Los Angeles, † 1963)

## Sciatori alpini(1)
- Russell Goodman, ex sciatore alpino canadese (n. 1950)

## Scrittori(3)
- Russell Banks, scrittore e poeta statunitense (Newton, n. 1940 - Saratoga Springs, † 2023)
- Russell Hoban, scrittore statunitense (Lansdale, n. 1925 - Londra, † 2011)
- R. R. Winterbotham, scrittore statunitense (Salina, n. 1904 - Bay Village, † 1971)

## Tennisti(1)
- Russell Simpson, ex tennista neozelandese (Auckland, n. 1954)

## Tenori(2)
- Russell Thomas, tenore statunitense (Miami)
- Russell Watson, tenore inglese (Salford, n. 1966)

## Tiratori a segno(1)
- Russell Mark, tiratore a segno australiano (Ballarat, n. 1964)

## Velisti(1)
- Russell Coutts, velista neozelandese (Wellington, n. 1962)

## Vescovi cattolici(1)
- Russell Joseph McVinney, vescovo cattolico statunitense (Warren, n. 1898 - Watch Hill, † 1971)

## Wrestler(2)
- Rory McAllister, wrestler scozzese (Oban, n. 1976)
- Ryan Taylor, wrestler statunitense (Phelan, n. 1987)

## Senza attività specificata(1)
- Russell Shearman, effettista statunitense (Portland, n. 1908 - Cuba, † 1956)